# Ömer Faruk Beyaz
Ömer Faruk Beyaz (Istanbul, 29 agosto 2003) è un calciatore turco, centrocampista dell'İstanbul Başakşehir e della nazionale turca Under-21.

## Caratteristiche tecniche
È un centrocampista offensivo, che può essere utilizzato anche come ala destra.

## Carriera

### Club
Cresciuto nelle giovanili del Fenerbahçe, firma il suo primo contratto da professionista il 31 agosto 2018. Esordisce in prima squadra il 16 giugno 2020, in occasione della partita di coppa nazionale persa per 3-1 contro il Trabzonspor all'età di 16 anni. Nella medesima stagione fa il suo esordio in campionato il 7 luglio 2020 nell'incontro pareggiato per 1-1 contro il Gençlerbirliği subentrando a Tolgay Arslan.
Il 14 aprile 2021 firma un contratto con lo Stoccarda, club di Bundesliga. Esordisce con i Roten il 12 settembre 2021, durante l'incontro di campionato contro l'Eintracht Francoforte pareggiato per 1-1, sostituendo Roberto Massimo. Il 27 luglio 2022 viene ceduto in prestito stagionale al Magdeburgo, club di 2. Bundesliga.

### Nazionale
Vanta oltre 40 presenze con le rappresentazioni giovanili della Turchia.

## Statistiche

### Presenze e reti nei club
Statistiche aggiornate al 2 gennaio 2024.
| Stagione          | Squadra           | Campionato        | Campionato | Campionato | Coppe nazionali | Coppe nazionali | Coppe nazionali | Coppe continentali | Coppe continentali | Coppe continentali | Altre coppe | Altre coppe | Altre coppe | Totale | Totale | Totale |
| Stagione          | Squadra           | Comp              | Pres       | Reti       | Comp            | Pres            | Reti            | Comp               | Pres               | Reti               | Comp        | Pres        | Reti        | Pres   | Reti   |        |
| ----------------- | ----------------- | ----------------- | ---------- | ---------- | --------------- | --------------- | --------------- | ------------------ | ------------------ | ------------------ | ----------- | ----------- | ----------- | ------ | ------ | ------ |
| 2019-2020         | Fenerbahçe        | SL                | 4          | 0          | CT              | 2               | 0               |                    | -                  | -                  |             | -           | -           | 6      | 0      |        |
| 2020-2021         | Fenerbahçe        | SL                | 1          | 0          | CT              | 1               | 0               |                    | -                  | -                  |             | -           | -           | 2      | 0      |        |
| Totale Fenerbahçe | Totale Fenerbahçe | Totale Fenerbahçe | 5          | 0          |                 | 3               | 0               |                    | -                  | -                  |             | -           | -           | 8      | 0      |        |
| 2021-2022         | Stoccarda         | BL                | 4          | 0          | CG              | 1               | 0               |                    | -                  | -                  |             | -           | -           | 5      | 0      |        |
| 2022-2023         | Magdeburgo        | 2L                | 3          | 0          | CG              | 1               | 0               |                    | -                  | -                  |             | -           | -           | 4      | 0      |        |
| 2023-2024         | Hatayspor         | SL                | 12         | 0          | CG              | 1               | 0               |                    | -                  | -                  |             | -           | -           | 13     | 0      |        |
| Totale carriera   | Totale carriera   | Totale carriera   | 24         | 0          |                 | 6               | 0               |                    | -                  | -                  |             | -           | -           | 30     | 0      |        |